# Anabantha
Anabantha ([anabant(h)a]) (рус. Анабанта) — мексиканская готик-метал-группа из города Мехико, основанная в 1997 году.

## История

### 1997—2006
Группа была основана в 1997 году. Её основателями и первыми участниками стали вокалистка Duan Marie, клавишник Vlad Landeros и Sentido Pésame. В 1998 группа сменила своё название на Transdellic, в это время к ним присоединился барабанщик Jimmy Gallozo. Название позже было обратно сменено. Группа записала несколько демо, старый барабанщик покинул коллектив, а его место занял Vlad Landeros. В 2001 году был записан первый студийный альбом Letanias Capitulo I(который будет перезаписан в 2006). В 2004 году группа записала демодиск Acústico, основанный на произведениях Пабло Неруда и Говарда Филлипса Лавкрафта.
В 2006 году Anabantha выпустила двойной студийный альбом Sin Decir Adiós (Without Saying Goodbye), все песни были записаны дважды: на испанском и английском языках. Альбом включает в себя кавер на песню «Never Marry a Railroad Man» группы Shocking Blue, популярной в 70-х.

### 2007—настоящее время
В 2007 году группа совершила крупное турне по странам Латинской Америки в честь своего десятилетия. Anabantha помимо Мексики посетила Боливию, Перу, Эквадор, Колумбию и Венесуэлу. В начале 2009 года вышел альбом Hermanos De Sangre (La Iniciación).

## Состав группы

### Современный состав
- Duan Marie — вокал
- Vlad Landeros — ударные, вокал
- Ulisses Mac — Guitar
- Mario de la Fuente — бас-гитара[1]

## Дискография

### Студийные альбомы
- 2001 — Letanias Capitulo I
- 2005 — Letanias Capítulo Prohibido
- 2006 — Letanias Capitulo III
- 2006 — Sin Decir Adiós (Without Saying Goodbye)
- 2006 — Llanto De Libertad
- 2007 — Letanias Capítulo II — La Pesadilla
- 2009 — Hermanos de Sangre... La Iniciación
- 2009 — El Pozo de los Deseos
- 2011 — Hermanos de Sangre "El Ritual"
- 2013 — Letanias Capitulo IV

### Демоальбомы
- 2003 — Letanias Capitulo II
- 2003 — Llanto de Libertad
- 2004 — Sin Decir Adiòs
- 2004 — Acústico
- 2005 — Hermanos de Sangre
- 2001 — Rompiendo el Silencio

### Сборники
- 2004 — Resucitando El Olvido (Tributo)
- 2012 — Anabantha XV Aniversario

### Концертные альбомы
- 2007 — Viernes 13... Y El Zócalo Se Pobló De Sombras[2]